# SEGARE
SEGARE（セガレ）は関西出身の和風ロックインディーズバンドである。2003年Vo.の大蔵を中心に同じ大学の軽音楽部だったメンバーで結成。『倅』と表記されることもある。

## メンバー
- 阪尾 大蔵(サカオ ダイゾウ)、ボーカル・ギター、通称：大蔵
- 風林 春鬼(フウリン ハルキ)、ギター、通称：ハルキ
- 藤堂 亮山(トウドウ リョウザン)、ベース・コーラス、通称：ぺぺ
- 豊七 勇寿(トヨナナ ユウジュ)、ドラム、通称：

## 過去のメンバー
- 土寅 浩梅(ツチトラ コウバイ)、ギター、通称：ツッチー
- 宝井 全雀(タカライ ゼンジャク)、ドラム
- 抽冬 増之亮　ギター
- スネ　本名：李 敏雄(リ トシオ)、ドラム
- BAGAMIN　ベース
- シゲオ　ギター

## 概要
- 楽曲のほぼ全ての作詞・作曲をVo.の大蔵が行い、編曲はメンバー全員にて行う。
- 結成当初、バンド名は『セガレ・マグナム・Jr.』にしようとしていた。由来は「想像通り下ネタです。」と大蔵が公言している。
- 結成当初は3ピースバンド（ギターはボーカルギターの大蔵のみ）だった。

## 来歴
- 和歌山の大学の軽音楽部に所属していた大蔵を中心とし、同部メンバーで結成。結成当初は3ピースだったが、何度かのメンバー変更の末、現在の編成に至る。
- ジャンルは、演歌のようなコブシの効いた歌と様々なジャンルの影響を受けた曲、また「死」や「戦争」などをテーマとした重い内容の歌詞から『泥沼演歌パンク』、『泥沼演歌ロック』と自ら定義している。

## ディスコグラフィー

### アルバム
- 漣 -さざなみ- （2015年5月2日）※会場限定販売＆iTunes配信
- ごめんあそばせ （2012年6月11日）
- よいとまかせ （2010年6月2日）
- しゃしゃげて （2008年5月25日：初の全国流通盤）
- 華 （2007年5月25日）
- 百々代 （2006年6月30日）
- 夏の空 （2005年8月13日）

※以下は生産終了
- 死ハ恐ルルニ足ラズ （2004年7月2日）
- 死ニツイテ語ル （2003年12月8日）
- SEGARE （2003年7月21日：デモテープ）

### オムニバス等
- ジェネス16thオムニバス （2008年8月20日：「陸奥助平夢譚」、「侍」 収録）
- 君にこの音が聴こえるかい （2008年3月15日：「鴉」、「我行く処」収録）
- LIVE is FIST （2007年5月2日：「ぽけっと」収録）
- ブルーフィルム （2006年9月30日：「しゅるり」、「帰路」、「我が命」収録）

『MUSHA×KUSHA』、『マシリト』とのスプリット盤
- Listen to music （2006年7月19日：「音」収録）
- RULE SOUND #2 （2006年2月8日：「夏の空」収録）
- DARBY （2005年7月20日：「道中」収録）

### DVD
- 単独公演作品 2 （2008年12月5日）
- 単独公演作品  （2007年7月21日：会場限定販売）